# Morris Minor
Morris Minor – brytyjski samochód osobowy produkowany przez Morris Motor Company w latach 1948–1971, zaprojektowany przez Aleca Issigonisa (1906–1988).

## Historia
Prace nad przyszłym Morrisem Minor rozpoczęły się w latach 40. XX w., pomimo zakazu prac nad samochodami cywilnymi wydanym przez brytyjskie ministerstwo transportu w październiku 1940 roku. Ówczesny dyrektor Morris Motor Company – Miles Thomas (1897–1980) uważał za konieczne opracowanie modelu, który mógłby być produkowany po II wojnie światowej. W 1941 roku rozpoczął tajny program o kryptonimie Mosquito, by opracować projekty małego, średniego i dużego samochodu osobowego.
Głównym projektantem w programie był Alec Issigonis. W 1943 roku, po zniesieniu zakazu prac nad pojazdami cywilnymi, na podstawie projektów Issigonisa zbudowano pierwszy prototyp EX/SX/86. Issigonisowi przydzielono wówczas do pomocy niewielki zespół pracowników, do którego należeli m.in. Jack Daniels (1912–2004) i Reginald Job oraz grupa mechaników. Prace kontynuowano w sekrecie. W latach 1943–1947 wybudowano w sumie osiem prototypów, z których wiele Issigonis testował osobiście.

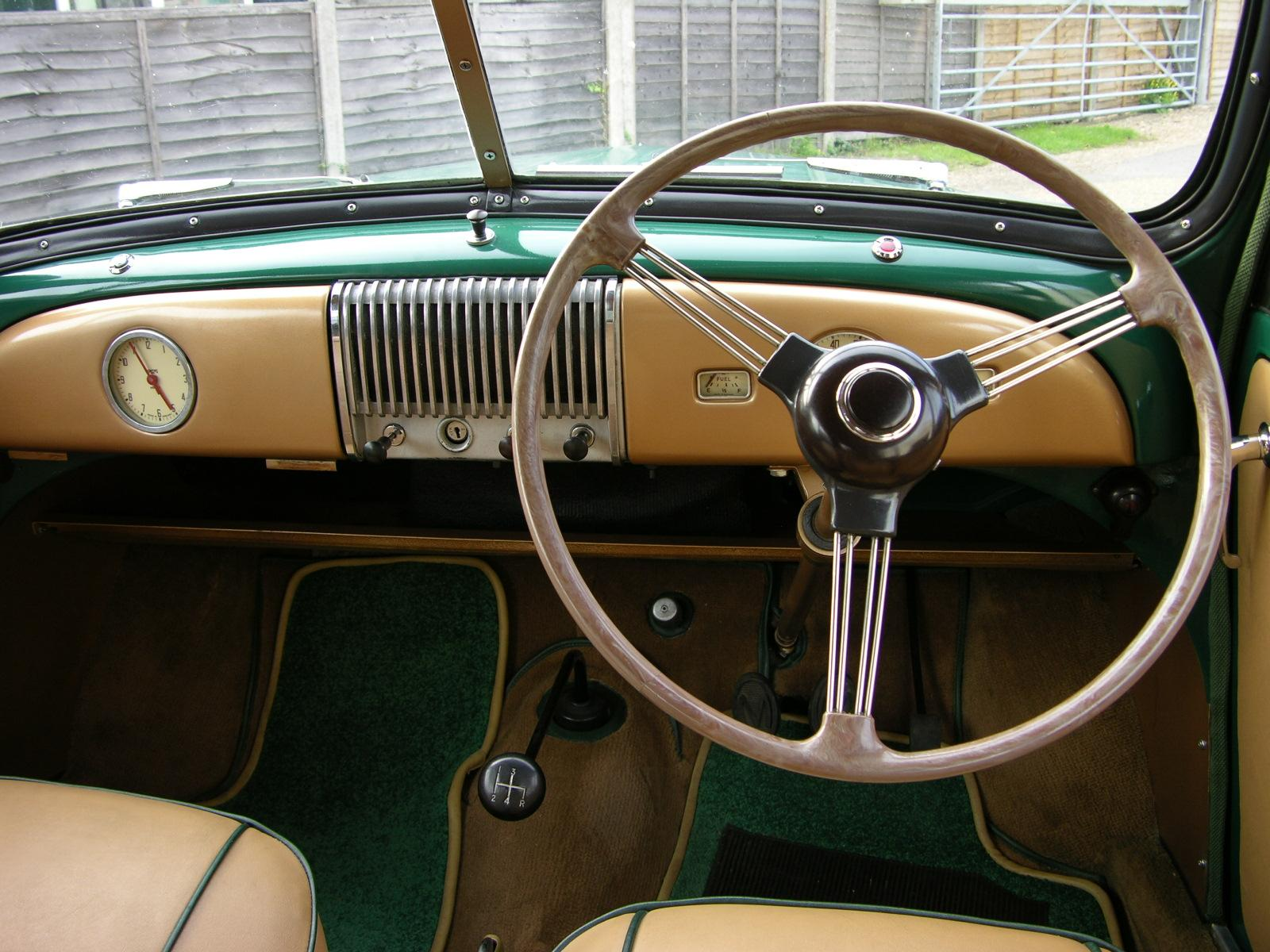
Deska rozdzielcza pierwszej serii

Po przestudiowaniu rozmaitych rozwiązań technicznych zastosowanych w różnych ówczesnych modelach, takich jak włoski Fiat Topolino, francuski Citroën Traction Avant i austriacki Steyr, Issigonis wybrał najlepsze jego zdaniem elementy techniczne, by połączyć je w swoim projekcie – były to m.in.: lekkie nadwozie, silnik zamontowany z przodu, niezależne zawieszenie przednie i układ kierowniczy z zębatką. Jednocześnie, Issigonis pracował nad estetycznym kształtem wozu, inspirując się modelami amerykańskimi oraz nad jak najlepszym wykorzystaniem przestrzeni w środku.
Po wojnie, fabryka przywróciła produkcję modelu Morris Eight, a prace w ramach programu Mosquito przyspieszyły, by zaprezentować nowy model w 1947 roku. Wówczas jednak o programie dowiedział się właściciel Morris Motor William Richard Morris (1877–1963). Nowy model zupełnie się mu nie spodobał – określił go mianem „jajka w koszulce” (ang. poached egg). Nie widział też potrzeby wprowadzania na rynek nowego samochodu wobec bardzo dobrze sprzedających się modeli Morris Eight. W końcu jednak dał się przekonać i w listopadzie 1947 roku skierował dwu-drzwiowe modele sedana i tourera, wymuszając również zmiany w ich wnętrzach. Miles Thomas odszedł z firmy, a nowy dyrektor Riginald Hanks zaaprobował również nazwę zasugerowaną przez Morrisa – Morris Minor.
Morris Minor został po raz pierwszy zaprezentowany w 1948 roku podczas Earls Court Motor Show w Londynie.
Samochód był produkowany przez ponad 20 lat (1948–1971) i jako pierwszy produkcji brytyjskiej sprzedany został w ponad 1 milionie egzemplarzy.